# Pentax DA 35mm F2.4
Pentax DA 35mm F2.4 AL je obnovljena verzija Pentaxovog FA 35mm objektiva. Objektiv je nastao kao ekonomična i olakšana verzija FA 35mm objektiva. Kontstrukcija objektiva je u putpunosti izvedena od plastike što je smanjilo težinu objektiva na samo 120 grama i snilizilo prodajnu cijenu za 50%. Optička konstrukcija je ista kao i u FA 35mm i unatoč tvrdnjama proizvođača da objektiv pokriva samo APC-S (24 x 16 mm) format slike, testovi korisnika su otkrili da objektiv bez većih problema pokriva 35 mm format (36 x 24 mm) slike što omogućuje upotrebu objektivna na analognim fotoaparatima novije generacije ili budućim digitalnim fotoaparatima s većim senzorom.

## Tehničke specifikacije
| Vrsta objektiva                   | Standardni objektiv (APC-S format)   |
| Format slike                      | APC-S 24x16mm                        |
| Bajonet                           | Pentax KAF                           |
| Fokalna duljina                   | 35mm                                 |
| Dijagonalno vidno polje           | APC-S - 45°                          |
| Maksimalni otvor blende           | f/2.4                                |
| Minimalni otvor blende            | f/22                                 |
| Promjer navoja za filter          | 49mm                                 |
| Minimalna udaljenost izoštravanja | 30cm                                 |
| Težina                            | 124 grama                            |
| Dimenzije                         | 46mm dužine 63mm promjera            |
| Optička konstrukcija              | 6 elemenata, 5grupa 6 listića blende |